# Runar Filper
Runar Salvatore Toto Schillaci Filper (nascido a 26 de maio de 1964) é um político sueco e membro do Riksdag pelo Democratas Suecos (SD).
Filper é membro do conselho municipal do município de Sunne e presidente de distrito do SD para o condado de Värmland desde 2002. Filper também é membro do Riksdag desde 2014. Após a sua eleição, houve alguma controvérsia quando foi revelado que ele havia sido condenado por agressão na década de 1980.